# Ригельман, Александр Иванович

Карта Владений Войска Донского, составленная в 1778 году инженер-генерал-майором А. И. Ригельманом.

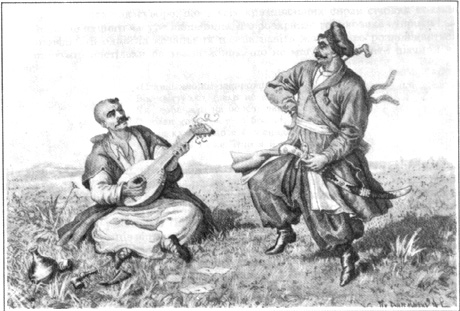
Иллюстрация из книги А. И. Ригельмана «Летописное повествование о Малой России и её народе и казаках вообще, отколь и из какого народа оные происхождение своё имеют, и по каким случаям они ныне при своих местах обитают, как то: Черкасские или Малороссийские и Запорожские, а от них уже Донские и от сих Яицкие, что ныне Уральские, Гребенские, Сибирские, Волгские, Терские, Некрасовские и пр. казаки, как равно и Слободские полки».

Александр Иванович Ригельман (1720 — 23 октября 1789) — русский военный инженер, инженер-генерал-майор, историк; обучался в шляхетском кадетском инженерном корпусе, долго жил в Малороссии, снимая карты и составляя планы малороссийских городов, и полкового устройства Юга России, позже занимался исправлением и постройкой крепостей по северо-восточной линии, по днепровской линии и в других местах.

## Биография
Александр Иванович происходил из шляхетских детей (семьи немецкого дворянина, офицера), и рано остался круглым сиротой. 12 июля 1730 года был определён в Инженерную школу (по другим сведениям в Шляхетный корпус). В 1730—1738 годах обучался в шляхетском корпусе, по окончании которого 12 января 1738 года получил унтер-офицерское звание кондуктора и был направлен на военную службу в Киев, а затем в Днестровский поход, в Главную армию. Участвовал 28 августа 1739 года в сражении при Ставучанах, во взятии Хотина (30 августа) и Ясс (12 сентября).
По окончании войны командирован к разграничению с Оттоманской Портой возвращённых земель от устья Синюхи до Днепра, Миуса и Азова.
2 июня 1743 года получил чин инженер-прапорщика. В 1745—1749 годах изготавливал пограничную карту от Киева до Смоленска и планы малороссийских городов и полков (административно-территориальные единицы) Прилуцкого, Лубенского и Миргородского, также пограничных с Польшей населённых пунктов и пограничных ретраншементов Васильковского, Обуховского, Трипольского и Стайковского около Киева.
В 1746 году Ригельман служил в Переяславле, а в последующие два года занимался сооружением Васильковского, Обуховского, Трипольского и Стайковского ретраншементов, на Киевщине для защиты территории от поляков.
В 1749 году в чине подпоручика послан для пограничных дел через Оренбург к Нуралихану, в Киргиз-Кайсацкую орду. В 1751—1760 годах осматривал северо-восточную линию от Кизляра до Ишима и перестраивал пограничные крепости, посещал укрепления Царицына, Красного Яра, Астрахани, Кизляра, Оренбурга и Уфы.
В 1760 году переведен на Дон, строил крепость святого Димитрия Ростовского (ныне город Ростов-на-Дону). 3 марта 1763 года в Петербурге участвовал в поднесении императрице Екатерине II планов военных укреплений, за что получил золотую табакерку, наполненную червонцами.
В 1770 году Ригельману поручено было построить Петровскую крепость на Днепровской линии, при впадении реки Берды в Азовского моря. 15 декабря 1770 года получил чин полковника, а 28 декабря 1771 года — генерал-майора; 25 ноября 1770 года «по выслуге» был награждён орденом Св. Георгия 4-й степени.
Во время турецкой войны 1768—1774 годов отличился при атаке Силистрии; в 1774—1782 годах состоял командиром Азовского департамента крепостей — своеобразного военно-инженерного округа, центром которого была построенная крепость Св. Димитрия Ростовского.
7 августа 1782 года вышел в отставку и в своём имении при селе Андреевка, Черниговского уезда занялся историей Малороссии, материалы для которой собирал с 1760 года.
Умер 23 октября 1789 года; похоронен в построенной им каменной церкви в Андреевке.

## Семья
Был женат дважды:
- от первой жены из рода Чертковых он имел сына Адама и дочь Екатерину. Второй раз был женат на Марфе Васильевне Лизогуб, в другом источнике Лизогубова. Их сын Аркадий (род. 1778) — черниговский уездный предводитель дворянства, его сын Николай — публицист и общественный деятель.
- от второй жены (урождённой Лизогубовой) — дочь Богдана.

## Основные труды
- «История, или повествование о Донских казаках, отколь и когда они начало своё имеют, и в какое время и из каких людей на Дону поселились, какие их были дела и чем прославились и проч., собранная и составленная из многих вернейших российских и иностранных историков, летописей, древних дворцовых записей и из журнала Петра Великого», 1778. («Чтения в Обществе Истории и Древностей Российских», 1846, № 3 и 4)
- «Летописное повествование о Малой России и её народе и казаках вообще, отколь и из какого народа оные происхождение своё имеют, и по каким случаям они ныне при своих местах обитают, как то: Черкасские или Малороссийские и Запорожские, а от них уже Донские и от сих Яицкие, что ныне Уральские, Гребенские, Сибирские, Волгские, Терские, Некрасовские и пр. казаки, как равно и Слободские полки» («Чтения в Обществе Истории и Древностей Российских», 1847, № 5, 6, 7, 8 и 9).

Оба труда изданы с предисловиями О. М. Бодянского.

## Неизданные работы
- «Изъяснение о Кизлярской крепости, составленное в 1757 году».
- Собрание анекдотов о Петре Великом.

## Память

Памятная доска в Ростове-на-Дону

- Основателям крепости Димитрия Ростовского